# 天毛伸一
天毛 伸一（てんもう しんいち、1974年5月2日 - ）は日本の実業家。 ブレイン株式会社 代表取締役、プロダクトデザイナー。

## 経歴
兵庫県伊丹市生まれ。兵庫県立伊丹高等学校を卒業後、大阪市立大学商学部へ進学。バックパッカーとしてアジア諸国、日本国内を旅する。大学卒業後、単身渡米。ロサンゼルスに10ヶ月間滞在。アメリカで同世代の若者達がつぎつぎと起業していく姿を目の当たりにし、自身も世界に通用するメーカーを作りたいと決意する。帰国後、資本金30万円にて個人事業主として起業。2003年、ブレイン株式会社を設立。開発した製品は、国内のデザイン賞を始め、世界最高峰の国際的デザイン賞を多数受賞。プロダクトデザイナーとしても評価が高い。
2018年1月、同社関連会社である法人向けメール配信サービスを提供するブレインメール株式会社を、株式会社ラクス(東証マザーズ:3923)に15.5億円で事業譲渡。本社は東京都港区、六本木ヒルズ森タワー17階。

## 主な受賞歴
- IF DESIGN AWARD 2018
- German Design Award 2016最優秀賞（ドイツ）
- Red Dot Design Award 2015最優秀賞（ドイツ）
- GOOD DESIGN AWARD 2014

## 著書
- 独立不覊（2015年、ダイヤモンド社）